# Mistr Winklerova epitafu
Mistr Winklerova epitafu ( něm. Meister des Florian-Winkler-Epitaphs), byl rakouský pozdně gotický malíř aktivní ve Vídni v letech 1470-1490. Byl pokračovatelem Mistra vídeňského Skotského oltáře.

## Život
Nejvýznamnějším dílem tohoto mistra je epitaf císařského vojevůdce Floriána Winklera v dómu ve Vídeňském Novém Městě. U některých jiných děl je autorství nejisté a může se jednat některého z jeho následovníků (Meister des Braunauer Bäckeraltars, Meister der Apostelmartyrien).

## Dílo
Epitaf Floriana Winklera zobrazuje Narození Ježíška s Pannou Marií a Josefem. V pozadí je ráj s Evou a Adamem, v popředí je vyobrazen klečící donátor ve zbroji s erbem a odznaky.

### Známá díla
- 1477 Epitaf Floriána Winklera tempera na dřevě, 195x93 cm, dóm, Wiener Neustadt
- 1480 Utrpení dvanácti apoštolů (Petr, Matouš, Juda Tadeáš, Jakub starší, Jan Křtitel, Bartoloměj, Jakub mladší, Ondřej),[2] dóm, Wiener Neustadt
- 1480-1490 Stětí sv. Barbory, Národní galerie v Praze
- 1485-1490 oltářní křídla s obrazy Ukřižování[3] a Kristus na hoře olivetské[4], St. Pölten, NÖ Landesmuseum [5]
- Utrpení sv. Jakuba [6]